# في انتظار البرابرة
في انتظار البرابرة، أحد الكتب النثرية من مؤلفات الشاعر العربي الفلسطيني محمود درويش، صدرت في عام 1987، عن وكالة أبو عرفة للصحافة والنشر في القدس، فلسطين.